# Lavinia della Rovere
Lavinia della Rovere (1521 – Roma, 26 luglio 1601) è stata una nobildonna italiana.

## Biografia
Figlia di Nicola (o Niccolò) Franciotti della Rovere (ca 1485 - ca 1530), nipote di Papa Giulio II, e Laura Orsini (1492-1530), figlia di Giulia Farnese e, presumibilmente, di Papa Alessandro VI Borgia, sposò nel 1541 Paolo Orsini di Mentana (1517-1581), figlio di Camillo Orsini.
Frequentò la corte di Ferrara, dove conobbe e divenne amica dell'umanista Olimpia Morata, che la avvicinò al luteranesimo e le dedicò due dialoghi. Le due ebbero un lungo scambio epistolare. Intervenne senza successo per ottenere la liberazione di Fanino Fanini, protestante condannato a morte dall'Inquisizione.
Alla morte del fratello Giulio (attorno al 1550) ereditò il feudo di Carbognano.
Nel 1583 donò una grossa somma alla Confederazione dell'oratorio di San Filippo Neri.
Morì il 26 luglio 1601 a ottant'anni. Lasciò agli oratoriani la sua casa nei pressi di Santa Maria in Vallicella.

## Ascendenza
|                                 |                    |                              | Genitori                                |  |  | Nonni                      |  |  | Bisnonni            |  |
|                                 |                    |                              |                                         |  |  | Giovanfrancesco Franciotti |  |  | Galeotto Franciotti |  |
|                                 |                    |                              |                                         |  |  | Giovanfrancesco Franciotti |  |  | Galeotto Franciotti |  |
|                                 |                    | …                            |                                         |  |  | Giovanfrancesco Franciotti |  |  |                     |  |
| Nicola Franciotti della Rovere  |                    |                              |                                         |  |  | Giovanfrancesco Franciotti |  |  |                     |  |
|                                 |                    | Luchina della Rovere         | Raffaele della Rovere                   |  |  |                            |  |  |                     |  |
|                                 |                    | Luchina della Rovere         | Raffaele della Rovere                   |  |  |                            |  |  |                     |  |
|                                 |                    | Luchina della Rovere         | Teodora Manirolo                        |  |  |                            |  |  |                     |  |
| Lavinia Franciotti della Rovere |                    | Luchina della Rovere         |                                         |  |  |                            |  |  |                     |  |
|                                 | Papa Alessandro VI | Jofré Llançol i Escrivà      |                                         |  |  |                            |  |  |                     |  |
|                                 | Papa Alessandro VI | Jofré Llançol i Escrivà      |                                         |  |  |                            |  |  |                     |  |
|                                 | Papa Alessandro VI | Isabel de Borja y Cavanilles |                                         |  |  |                            |  |  |                     |  |
| Laura Orsini                    | Papa Alessandro VI |                              |                                         |  |  |                            |  |  |                     |  |
|                                 |                    | Giulia Farnese               | Pier Luigi Farnese                      |  |  |                            |  |  |                     |  |
|                                 |                    | Giulia Farnese               | Pier Luigi Farnese                      |  |  |                            |  |  |                     |  |
|                                 |                    | Giulia Farnese               | Giovanna Gaetani dei duchi di Sermoneta |  |  |                            |  |  |                     |  |
|                                 |                    | Giulia Farnese               |                                         |  |  |                            |  |  |                     |  |